# 小行星4662
小行星4662（英語：4662 Runk）是一颗围绕太阳公转的小行星。1984年4月19日，安東寧·姆爾科斯在克列特发现了此天体。
这颗小行星的绝对星等为357.02524等。